# NGC 1025
NGC 1025 este o galaxie spirală situată în constelația Orologiul. A fost descoperită în 11 septembrie 1836 de către John Herschel.